# Förmånsrättslagen
Förmånsrättslagen är en svensk lag som reglerar fördelningen av egendomen mellan borgenärer i ett konkursbo. När en person eller ett företag går i konkurs finns det ofta borgenärer som har lånat ut pengar till personen eller företaget. I de flesta fall kan inte alla få ta ut sin egendom och därför finns det en lag som reglerar turordningen.
De som i första hand har särskild förmånsrätt är emittentinstitut som innehar skuldförbindelser utgivna enligt lagen om utgivning av säkerställda obligationer. Obligationerna kan i sin tur ha säkerhet hos svenska staten, kommuner, fast egendom m.m.
Nästa grupp med särskild förmånsrätt är borgenärer med säkerhet i pantbrev:
1. Fartyg, luftfartyg
2. Handpant
3. Sjöpanträtt, luftpanträtt
4. Fast egendom, vid fordran eller inteckning